# (2722) Abalakin
(2722) Abalakin – planetoida należąca do zewnętrznej części pasa głównego asteroid okrążająca Słońce w ciągu 5 lat i 265 dni w średniej odległości 3,2 j.a. Została odkryta 1 kwietnia 1976 roku w Krymskim Obserwatorium Astrofizycznym w Naucznym na Półwyspie Krymskim przez Nikołaja Czernycha. Nazwa planetoidy pochodzi od Wiktora Kuzmicza Abalakina, rosyjskiego astronoma. Przed nadaniem nazwy planetoida nosiła oznaczenie tymczasowe (2722) 1976 GM2.